# 大内早苗
大内 早苗（おおうち さなえ、1957年7月2日 - ）は、オウム真理教の元幹部。福島県出身。ホーリーネームはシャンティー、後にソーナー。省庁制が採用された後は、教団の武力部隊白い愛の戦士を統括する「新信徒庁長官」となった。オウム真理教最古参の女性幹部で、同宗教法人の責任役員であった。

## 来歴
福島市内の私立高校を経て被服専門学校を卒業。医療事務員やエステティシャンとなった後、兄の大内利裕の勧めで1986年初頭にオウム神仙の会（後のオウム真理教）に入信、12月25日に出家。出家番号は11。福岡支部長、名古屋支部長などを歴任後、省庁制施行により「新信徒庁長官」となった。教団初期からの幹部であるが次第に後輩に昇進を追い越されるようになり、正悟師になれなかった。理由として弁護側は薬物による修行に反対していたためとしている。1993年の逆さ吊り死亡事件のきっかけをつくり、兄の大内利裕らが死体遺棄で起訴されたが、早苗はされていない。
名古屋市熱田区の信者の母親を拉致し山梨県上九一色村の第10サティアンに監禁した上、無断で保険を解約し、郵便貯金口座を引き落とした容疑で指名手配を受けた。後に被害女性が語ったところによると、家具や記念写真なども奪われ戻ってこなかったという。
拉致を決行したのが、1995年3月21日（強制捜査の前日）で、口座から現金を引き落としたのは3月23日（強制捜査の翌日）であった。
5月12日に愛知県警察に出頭し逮捕された。その後、脱会届を教団に送付した。
1996年5月15日に名古屋地方裁判所で、懲役2年4ヶ月の判決が下った。
裁判では、「オウム真理教は砂上の楼閣」「麻原は神という名の悪魔」と批判した。
教団のアニメ「他心通」にも登場し、道場のリーダーを務めるが、離反を起こした信者により道場のメンバーを失ってしまう。